# Ethel Sargant
Ethel Sargant (28 octobre 1863 – 16 janvier 1918) est une botaniste britannique. Elle est membre de la Linnean Society et présidente de la British Federation of University Women de 1913 à 1918.

## Biographie
Ethel Sargant fait ses études à la North London Collegiate School, puis au Girton College à Cambridge (1881-1885), où elle obtient un diplôme de sciences. Elle travaille en 1892-1893 au laboratoire Jodrell du jardin botanique de Kew. Elle crée ensuite son propre laboratoire, dans le sous-sol de la maison familiale, puis chez elle, à Girton. Elle travaille avec Margaret Jane Benson, chef du Department of Botany at Royal Holloway College et voyage avec elle à travers l'Europe pour acquérir les connaissances et l'équipement nécessaires pour établir leur propre laboratoire.
Elle est membre de la Linnean Society of London, et l'une des premières femmes membres du conseil de la société. Elle est présidente de la British Federation of University Women de 1913 à sa mort en 1918, et s'occupe notamment, durant la Première Guerre mondiale, de mettre à jour le fichier sur le travail des femmes,.
Elle lègue sa bibliothèque au Girton College. Le Ethel Sargant Studentship for research into Natural Sciences est établi en 1919 en sa mémoire par ses amis.

## Publications
- On the presence of two vermiform nuclei in the fertilised embryosac of Lilium martagon, London, Royal Society, 1900
- The origin of the seed-leaf in Monocotyledons, The New Phytologist, vol. I, no 5, May 16, 1902, p. 107-113.
- Recent work on the results of fertilization in Angiosperms, Annals of Botany, 14,56, p. 689-712, 1900
- The inheritance of a university, Girton Review, Lent term, 1901
- A theory of the origin of Monocotyledons, founded on the structure of their seedlings, Annals of Botany, 17, 1903
- A new type of transition from stem to root in the vascular system of seedlings, Annals of Botany, décembre 1900, vol. 14, no 56, p. 633-638, [lire en ligne].
- The anatomy of the Scutellum in Zea Mais, avec Agnes Robertson, Annals of Botany, 19,73, p. 115-123, 1905
- The reconstruction of a race of primitive angiosperms, Annals of botany, vol. 22, no 86, p. 121-186, 1908